# Kirsten Normann Andersen
Kirsten Normann Andersen (født 28. april 1962 i Aarhus) er en dansk politiker, der siden august 2016 har repræsenteret Socialistisk Folkeparti i Folketinget, hvor hun som suppleant afløste Jonas Dahl, der fik arbejde som hospitalsdirektør i Randers.
I Folketinget er hun SF's er ældreordfører, boligordfører, handicapordfører, indfødsretsordfører, kommunalordfører og sundhedsordfører.
Kirsten Normann Andersen var sektornæstformand for FOA i Århus fra 1996 til 2003 og formand for FOA – Fag og Arbejdes Aarhus afdeling i perioden 2003-2016.
Fra 9. august 2016 har Kirsten været folketingskandidat for Socialistisk Folkeparti i Østjyllands Storkreds. Fra 2014-2016 var Kirsten kandidat i Skanderborgkredsen og fra 2016 kandidat for Århus Østkreds. Kirsten Normann Andersen var ved Europa-Parlamentsvalget 2004 opstillet for Folkebevægelsen mod EU.
Kirsten er uddannet sygehjælper på Frederiksberg i 1985, og hun arbejdede siden som sygehjælper fra 1986.